# Mondfinsternis vom 14./15. September 591 v. Chr.
Beobachtungseinzelheiten der Mondfinsternis vom 14./15. September 591 v. Chr.
(-590 nach astronomischer Zeitrechnung, Sarosperiode 47) wurden von einem babylonischen Astronom auf einer Keilschrifttafel protokolliert. Die zu der Gattung der ACT-Texte gehörende Aufzeichnung (BM 32234) befindet sich gegenwärtig im British Museum zu London. Der im julianischen Kalendersystem angegebene 14./15. September 591 v. Chr. entspricht in Umrechnung auf den heutigen gregorianischen Kalender dem 8./9. September 591 v. Chr.
Besondere Bedeutung erlangte diese Aufzeichnung unter anderem durch den Bezug auf den babylonischen König Nebukadnezar II. Die Mondfinsternis konnte in Babylonien nicht beobachtet werden, da sie dort in den Morgenstunden begann. Die babylonischen Astronomen berechneten den Beginn aufgrund ihrer Erfahrungswerte.

## Erste Übersetzungen
Der Assyriologe Johann Strassmaier sowie die Astronomen Josef Epping und Franz-Xaver Kugler begannen zuerst mit der Übersetzung des babylonisch-astronomischen Keilschrifttextes.
Die damaligen herausragenden Forschungsleistungen wurden unter anderem von Otto Neugebauer fortgeführt. 1955 erschien das dreibändige Standardwerk Astronomical cuneiform Texts - Babylonian ephemerides of the Seleucid period for the motion of the sun, the moon, and the planets, das bis heute noch immer die Grundlage der babylonischen Astronomiegeschichte bildet.

## Babylonischer Text BM 32234 (LBAT 1419)
Bei dem erwähnten astronomischen Ereignis handelte es sich um eine totale Mondfinsternis, die aufgrund der Angaben im Keilschrifttext genau zu datieren war. Durch Überprüfung mit anderen historischen Finsternissen wurde festgestellt, dass die historischen Datierungen von den zurückgerechneten Werten abweichen. Die entsprechende Zeitdifferenz wird als „ΔT“ bezeichnet.
Unter Berücksichtigung des ΔT begann in Babylonien die partielle Phase der Mondfinsternis etwa um 5:35 Uhr des 15. September 591 v. Chr. und erreichte gegen etwa 7:40 Uhr ihr Maximum. Die Hochrechnung weist eine große Genauigkeit bezüglich des tatsächlichen Eintritts der Mondfinsternis auf:

„Nebukadnezar II. 14. Jahr: [13. Ululu] gegen… […], [Mond verfinsterte sich] mit dem Sonnenaufgang…“